# Gaspare Celio
Gaspare Celio, född 1571 i Rom, död 24 november 1624 i Rom, var en italiensk målare och ledamot av Accademia di San Luca. Celio är begravd i basilikan Santa Maria del Popolo.

## Verk i urval
- Fresker – Cappella Albertoni, San Francesco a Ripa[1]
- Fresker – Cappella Mellini, Santissimo Nome di Gesù[2]
- Jupiter och giganternas fall – Palazzo Mattei di Giove[3]